# Rinaldo
Rinaldo – opera seria w trzech aktach napisana przez Georga Friedricha Händla w języku włoskim. Libretto napisał Giacomo Rossi według scenariusza Aarona Hilla na podstawie Jerozolimy wyzwolonej Torquato Tasso.

## I wersja
(HWV 7a, ChA 58, HHA II/4, Premiera: Londyn, 24 lutego 1711, Queen’s Theatre, Haymarket, 15 przedstawień do 2 czerwca 1711)
Obsada: Soliści: 5 sopranów (Almirena, Rinaldo, Armida, Donna, Sirene), mezzosporan (Goffredo), 2 alty (Eustazio, Mago), Tenor (Araldo), Bas (Argante). Instrumenty: flagoletto, flet I, II, obój I, II, fagot, trąbka I, II, III, IV, kotły, skrzypce solo, skrzypce I, II, III, altówka (Violetta), wiolonczela, klawesyn obligato, continuo.
Pierwsi wykonawcy:
- Goffredo – Francesca Vanini-Boschi, alt
- Almirena – Isabella Girardeau, sopran
- Rinaldo – Nicolo Grimaldi, zwany „Nicolini”, kastrat altowy
- Eustazio – Valentino Urbani, zwany „Valentini” kastrat altowy
- Argante – Giuseppe Maria Boschi, bas
- Armida – Elisabetta Pilotti-Schiavonetti, zwana „Pilotti”, sopran
- Mago (Christian Magician) – Giuseppe Cassani, kastrat altowy
- Aroldo (Herald) – Mr. Lawrence (tenor)

## II wersja
(HWV 7b, ChA 58, HHA II/4, Premiera: Londyn, 6 kwietnia 1731, King’s Theatre, Haymarket, 6 przedstawień do 1 maja 1731)
Obsada: soliści: 3 soprany (Almirena, Donna, Sirene) 2 mezzosoprany (Rinaldo, Armida), alt (Argante), tenor (Goffredo), 2 basy (Mago christiano, Araldo). Instrumenty: flet piccolo (Flagoletto), flet I, II, obój I, II, fagot, róg I, II, trąbka, skrzypce solo, skrzypce I, II, III, altówka, wiolonczela, continuo.
Wykonawcy II wersji z 1731 roku:
- Goffredo – Annibale Pio Fabri, zwany „Balino”, tenor
- Almirena – Anna Maria Strada del Pò, sopran
- Rinaldo – Francesco Bernardi, zwany „Senesino”, kastrat altowy
- Eustazio – rola usunięta
- Argante – Francesca Bertolli, alt
- Armida – Antonia Maria Merighi, alt
- Mago (Christian magician) – Giovanni Giuseppe Commano, bas
- Aroldo (Herald): bas